# Masahiro Sekiguchi
Masahiro Sekiguchi (関口 正大 Sekiguchi Masahiro?), född 21 april 1998 i Niigata prefektur, är en japansk fotbollsspelare.
Sekiguchi började sin karriär 2020 i Ventforet Kofu.